# 塩化銀(I)
塩化銀(I)（えんかぎん いち、英: silver(I) chloride）は、化学式が AgCl と表される銀の塩化物である。通常、単に「塩化銀」と言った場合はこの塩化銀(I)を指す。天然には角銀鉱という鉱物として産する。

## 製法
銀と塩素の直接反応のほか、銀イオンと塩化物イオンの反応によって生成する。この沈殿反応は塩化物イオンあるいは銀イオンの定性分析、あるいは定量分析に利用される。
{\displaystyle {\ce {2Ag\ + Cl2 -> 2AgCl}}}
{\displaystyle {\ce {Ag^+(aq)\ + Cl^-(aq) -> AgCl}}}

## 性質
水溶液中ではほとんど電離せず弱電解質・難溶性であるため、沈殿する。塩化物イオンの銀(I)イオンに対する錯生成定数は 103.04 である。溶解度積は以下の通りである。
{\displaystyle {\ce {AgCl\ \rightleftarrows \ Ag^{+}(aq)\ +Cl^{-}(aq)\ ,}}}{\displaystyle K{\rm {{sp}=1.6\times 10^{-10}}}}
配位子となるイオンや分子が存在すれば溶解する。チオ硫酸イオン、シアン化物イオン、アンモニアによってそれぞれ
{\displaystyle {\ce {{AgCl}+2S2O3^{2-}\ \rightleftarrows \ [Ag(S2O3)2]^{3-}\ +Cl^{-}}}}
{\displaystyle {\ce {{AgCl}+2CN^{-}\ \rightleftarrows \ [Ag(CN)2]^{-}\ +Cl^{-}}}}
{\displaystyle {\ce {{AgCl}+2NH3\ \rightleftarrows \ [Ag(NH3)2]^{+}\ +Cl^{-}}}}
となって溶解することは広く知られているが、濃食塩水や塩酸にも錯イオンを作って溶解する。
{\displaystyle {\ce {{AgCl}+Cl^{-}\ \rightleftarrows \ [AgCl2]^{-}}}}
また、濃厚な硝酸銀(I)あるいは過塩素酸銀(I)などの銀塩水溶液に対しても幾分溶解度が増大し、以下のような錯イオンを生成することが知られている。
{\displaystyle {\ce {{AgCl}+Ag^{+}\ \rightleftarrows \ [Ag2Cl]^{+}}}}
{\displaystyle {\ce {{[Ag2Cl]^{+}}+Ag^{+}\ \rightleftarrows \ [Ag3Cl]^{2+}}}}
感光性があり光によって容易に分解し、紫色を経て黒変する。
塩化銀(I)の白色沈殿をるつぼに入れて加熱すると455 °Cで融解する。その融解液を冷却すると固体になるが、イオン結晶でありながら塑性変形する。また、電気伝導性があることが知られている。Ag-Cl 結合はある程度の共有結合性を帯びる。

## 結晶構造
結晶は塩化ナトリウム型構造であり、その格子定数はa = 5.54 Å、Ag-Cl 結合距離は2.77 Åである。